# Steingrímsfjörður
Der Steingrímsfjörður ist ein Fjord im östlichen Teil der Westfjorde Islands.
Er ragt als westlicher Arm des Húnaflói 28 km ins Land hinein.
eine größte Breitenausdehnung beträgt ungefähr 7 km.
Sein Name stammt von dem Landnehmer Steingrímur trölli, der sich hier ansiedelte.
Die südlichen Ufer des Fjordes sind mehr besiedelt.
Hier verlaufen der Innstrandavegur  und der Djúpvegur . Und hier der Fischerort Hólmavík, der neben anderen Annehmlichkeiten sogar über eine höhere Schule (Fjölbreytaskóli) verfügt.
Am Nordufer entlang führen der Strandavegur  und der Drangsnesvegur  zu dem kleinen Fischerort Drangsnes auf der gleichnamigen Halbinsel.
Östlich von Hólmavík, auch am Nordufer des Fjords, liegt die kleine Landzunge Strákatangi. Hier gab es archäologische Ausgrabungen, die den Walfang der Basken im 17. Jahrhundert belegen.
Man konnte sich seinerzeit auch in einer Pidgin-Sprache verständigen.
Über den Kontakt mit den Basken wurde Anfang Juni 2024 das Baskasetur in einem Tank der früheren Fischfabrik in Djúpavík eröffnet. 